# Benkovac
Benkovac (kroatisk udtale: [běːnkovat͡s]) er en kroatisk by og kommune beliggende i distriktet Zadar. Byen har 9.680 (2021) indbggere.

## Geografi
Benkovac ligger, hvor Ravni Kotari-sletten og det karst-plateauet Bukovica mødes, 20 km fra byen Biograd na Moru og 30 km fra Zadar. Motorvejen Zagreb-Split og Zadar-Knin-jernbanen passerer gennem byen. Den grænser op til kommunerne Novigrad, Posedarje, Obrovac, Lišane Ostrovičke, Kistanje og Stankovci .

## Historie
De første spor af menneskeligt liv i Benkovac-området blev fundet omkring landsbyen Smilčić, der tilhørte Danilo-kulturen. Før romerne erobrede området, var det beboet af den illyriske stamme liburnierne. Under den romerske borgerkrig tog liburnierne parti for Caesar.  I det 7. århundrede blev området bosat af kroater. Benkovac-området lå ved krydset mellem fire kroatiske župas - Novljanska, Sidraška, Bribirska og Karinska. I nærheden af landsbyen Šopot fandt man en inskription fra det 9. århundrede, der nævner Branimir  som kroatisk hertug.
I 1409 solgte kong Ladislaus af Napoli sine rettigheder over Dalmatien til Republikken Venedig, og Benkovac-området blev en grænseregion. Nye fæstninger omkring grænsen blev bygget - Korlat, Kličevica, Polača, og bag dem Benković i Perušić. Fæstningen Benković blev opkaldt efter den adelsfamilie, der byggede den, og byen Benkovac blev grundlagt. I 1527 blev Benkovac en del af  det Osmanniske Rige. Den blev bosat af kroater-Bunjevci, serbere og Valaker.
I oktober 1683 greb befolkningen i Venetiansk Dalmatien, hovedsageligt Uskoks af Ravni kotari, til våben og sammen med rayah (lavere klasse) i de osmanniske grænseregioner rejste de sig og tog Skradin, Karin, Vrana, Benkovac og Obrovac.
Efter fredsaftalerne i Campo Formio i 1797 og Požun i 1805 kom Benkovac under fransk administration. I 1813, da den kom under østrigsk administration, havde Benkovac 5.200 indbyggere.
Ind til 1918, var byen en del af  Østrig-Ungarn i distriktet med samme navn, et af de 13 Bezirkshauptmannschaften in Kongeriget Dalmatien. Navnet Bencovacz  ind til  1867.
Fra 1929 til 1939 var Benkovac en del af Littoral Banovina og fra 1939 til 1941 af Banovina af Kroatien i Kongeriget Jugoslavien. Området blev bombet af de allierede under 2. verdenskrig.
Under  kroatiens selvstændighedskrig var Benkovac et centrum for uro og fjendtligheder mellem kroater og serbere. Den 17. marts 1990 brød spændingerne ud, da grupper af lokale serbere gjorde oprør mod regeringens beslutning om at afvæbne det lokale politi, hvor de fleste ansatte var serbere. I den periode fortsatte den kroatiske provinsregering med at bevæbne politistyrker og paramilitære styrker i landsbyer med etnisk kroatisk flertal. Spændingerne fortsatte med at koge, og fem måneder senere blev Benkovac indlemmet i Republikken Serbisk Krajina. Fem år senere, den 5. august 1995, blev Benkovac genindtaget af den kroatiske hær under Operation Storm.
I 2004 besøgte Kroatiens premierminister Ivo Sanader, sammen med Bulgariens udenrigsminister, Solomon Passy og præsidenten for Serbisk Nationalråd. Solomon Passy og præsidenten for det Serbiske Nationalråd Milorad Pupovac  serbiske hjemvendte, der forlod landet i 1995 på tidspunktet for Operation Storm i Donje Biljane og Buković, samt nye kroatiske bosættere i landsbyen Benkovačko Selo.